# Dégyelpo
Dégyelpo was de tweeëntwintigste tsenpo, ofwel koning van Tibet. Hij was een van de legendarische koningen en was de zevende van de acht middenkoningen met de naam Dé (100-300).